# Cristal (cerveja)
Cristal é uma empresa chilena fabricante de cerveja fundada em Valparaíso em 1850, pertencente à multinacional CCU. Cristal foi distinguida dentro das marcas com menos de 25 anos de registo. Por sua vez, reconheceu-se o sucesso obtido por esta marca em seu mercado, graças à implementação sistémica de conceitos e técnicas inovadoras de marketing, convertendo-a em líder e referente em sua rubro. Desde 1992, quando se introduziu a garrafa de litro com tampa rosca, leva o lema de "Única, Grande e Nossa".